# 国際連合事務局ビル
国際連合事務局ビル（こくさいれんごうじむきょくビル、United Nations Secretariat Building）は、アメリカ合衆国ニューヨークのマンハッタンにある、高さ154-メートル (505 ft)の超高層建築物であり、国際連合本部ビルの中心である。ビルの敷地はアメリカ合衆国内であるが、国際連合の領域とみなされている。また、当ビルはガラスカーテンウォールを用いたニューヨークで最初の超高層建築物である。

## 歴史

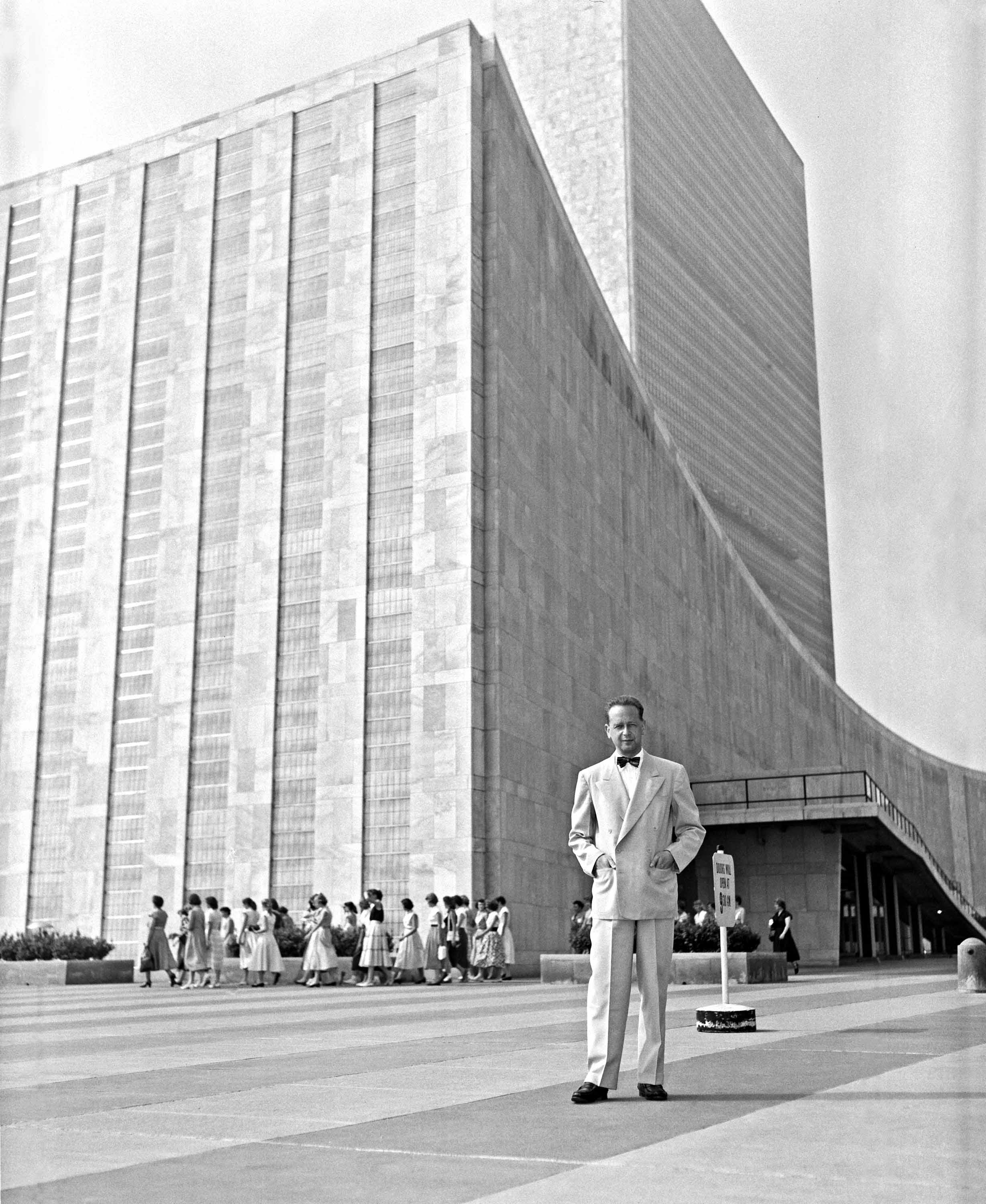
総会議事堂ビルの前に立つ、第2代国際連合事務総長ダグ・ハマーショルド（1950年代）

事務所ビルの起工は1948年9月14日に行われた。マンハッタンとクィーンズの建設会社4社の共同体が、3000万ドルの契約の一部、事務所ビルの建設者に選定された。
事務局ビルは39階建てで1952年に完成した。ビルの設計は、ブラジルの建築家オスカー・ニーマイヤーとスイス・フランスの建築家ル・コルビュジエが行った。ビルの北側は国際連合総会や国際連合安全保障理事会などが入る建物と繋がっており、南には図書館が建っている。国際連合本部の一部として、ビルは国際連合とホスト国であるアメリカ合衆国との間の協定下にある。
事務局ビルは2010年5月から改装工事が行われ、2012年7月に最初の入居が行われ段階的に再開館された。
2012年10月29日には、国際連合本部はハリケーン・サンディによる洪水に襲われ、3日間閉館し、いくつかのオフィスが移転した。

## 影響
事務局ビルの形状は、地元で「County Buildings」と呼ばれるスコットランドのハミルトンにあるサウス・ラナークシャー議事堂を含む、いくつかの著名な建物に影響を与えた。